# Феррейра да Силва, Рикарду
Рикарду Феррейра да Силва (порт. Ricardo Ferreira da Silva, более известный как Рикардиньо; родился 9 сентября 1984, Куритиба, Бразилия) — бразильский футболист, полузащитник.

## Клубная карьера
Рикардиньо родился в Куритибе и начал карьеру в местном клубе «Коритиба». За команду он провел более 150 встреч, а также помог ей дважды выиграть лигу Паранаэнсе. В 2009 году Рикардиньо выступал за «Атлетико Минейро» на правах аренды. В 2009 году Рикардиньо перешёл в шведский «Мальмё». 4 апреля в матче против «Хеккена» он дебютировал в Аллсвенскан лиге. 17 августа в поединке против «Хеккена» он забил свой дебютный гол. В 2010 году Рикардиньо помог клубу выиграть чемпионат Швеции. В 2013 и 2014 годах он повторил данное достижение.
В начале 2015 года Рикардиньо перешёл в азербайджанскую «Габалу». 8 марта в матче против «Сумгаита» он дебютировал в чемпионате Азербайджана. 24 апреля 2017 года в поединке против бакинского «Интера» Рикардиньо забил свой первый гол за «Габалу».
Летом 2017 года Рикардиньо на правах свободного агента подписал соглашение с английским «Оксфорд Юнайтед». 12 августа в матче против «Портсмута» он дебютировал в английской футбольной лиге. 7 октября в поединке против «Уимблдона» Рикардиньо забил свой первый гол за «Оксфорд Юнайтед». Летом 2018 года Рикардиньо перешёл в нидерландский «Твенте». 17 августа в матче против роттердамской «Спарты» он дебютировал в Эрстедивизи.

## Достижения
Командные
 «Коритиба»
- Лига Паранаэнсе (2) — 2004, 2008

 «Мальмё»
- Чемпионат Швеции по футболу (3) — 2010, 2013, 2014
- Обладатель Суперкубка Швеции (2) — 2013, 2014

«Твенте»
- Победитель Первого дивизиона Нидерландов: 2018/19